# (10542) Ruckers
(10542) Ruckers es un asteroide perteneciente al cinturón de asteroides descubierto el 2 de febrero de 1992 por Eric Walter Elst desde el Observatorio de La Silla, Chile.

## Designación y nombre
Ruckers se designó al principio como 1992 CN3. Se llama así  por Hans Ruckers (1555-1623) quien fue el más famoso de todos los fabricantes de clavicémbalos y fundador de una dinastía de lutieres flamencos. Su instrumento más antiguo (1581) conocido es un virginal con dos teclados independientes, actualmente en la ciudad de Nueva York. Estos instrumentos eran tan apreciados que a menudo se reconstruían, ampliaban y copiaban.

## Características orbitales
Ruckers orbita a una distancia media de 2,220 ua del Sol, pudiendo alejarse hasta 2,406 ua y acercarse hasta 2,033 ua. Tiene una excentricidad de 0,084 y una inclinación orbital de 3,299 grados. Emplea en completar una órbita alrededor del Sol 1207,97 días.

## Características físicas
La magnitud absoluta de Ruckers es 14,55. Tiene 7,369 km de diámetro y su albedo se estima en 0,064.